# Межсезонье (фильм, 1998)
«Межсезонье» (англ. Out of Season) — американская мелодрама 1998 года режиссёра Жанет Бак.

## Сюжет
Микки вынуждена приехать из Нью-Йорка к своему дяде Чарли, который тяжело заболел. Чарли живёт в маленьком городке Кейп-Мей в Нью-Джерси. В городке для Микки нет ничего интересного, для неё это лишь временное место обитания. Это, впрочем, её не слишком беспокоит. Она не чувствует склонности привязываться к какому-либо месту, также как и к каким-либо отношениям. Весь её вид говорит о нежелании привлекать чьё-либо внимание.
Каждое утро приводит её в местное кафе за стаканом кофе для дяди. Там она знакомится с Шелли и Робертой, вдвоём обслуживающих клиентов. Роберта производит впечатление на Микки. Она начинает искать с ней общения, рассчитывая скорее на короткую связь, чем на что-то серьёзное. Но Роберта не ищет новых отношений, всё ещё переживая боль прошлых неудач. Грубые попытки Микки добиться близости лишь отталкивают её.
Чарли, хорошо знающий обеих девушек, помогает преодолеть им отчуждение. Микки извиняется за своё резкое поведение и старается выразить свою симпатию к Роберте более подходящими способами, и внутренняя тоска Роберты по близкому человеку заставляет её приоткрыться новым отношениям. Микки осознаёт, что у неё появился шанс на серьёзный и долгий союз.

## Актерский состав
| В ролях      |  | Персонаж |
| ------------ |  | -------- |
| Кэрол Монда  |  | Микки    |
| Джой Келли   |  | Роберта  |
| Деннис Фекто |  | Чарли    |
| Нэнси Дейли  |  | Шелли    |

## Награды
Фильм получил следующие награды:
| Награды                 | Награды | Награды                             | Награды                     | Награды    |
| ----------------------- | ------- | ----------------------------------- | --------------------------- | ---------- |
| Фестиваль / Премия      | Год     | Награда                             | Категория                   | Победитель |
| Кинофестиваль «Аутфест» | 1998    | Special Programming Committee Award | Outstanding Emerging Talent | Жанет Бак  |